# Copernicus (Mondkrater)
Copernicus (auch Kopernikus geschrieben) ist ein großer Mondkrater vom Typus Ringgebirge, der 1935 von der Internationalen Astronomischen Union nach dem Astronomen Nikolaus Kopernikus (1473–1543) benannt worden ist. Er hat einen Durchmesser von 90–95 km.
Außergewöhnlich ist an dem Einschlagkrater, dass er nicht nur einen, sondern mehrere Zentralberge besitzt, die bis zu 1,2 km hoch sind. Der Kraterwall ist deutlich terrassenförmig gegliedert und wenig erodiert, weil er einen der jüngsten Großimpakte auf dem Mond darstellt. Während der Kraterboden etwa 3800 m tiefer als die Wallkämme liegt, überragen diese die umgebende Ebene nur etwa 900 Meter. Derart große Unterschiede der Höhenniveaus sind selten.
Auch ist Copernicus – ähnlich wie die Krater Tycho und Kepler – Ausgangspunkt eines Strahlensystems, das insbesondere bei Vollmond gut zu sehen ist.
Im Rahmen des Apollo-Programms war das Ringgebirge ein möglicher Ort für eine bemannte Mondlandung und kam für die Mission Apollo 20 in die engere Wahl. Dieser Raumflug wurde jedoch 1970 aus finanziellen Gründen abgesagt, bevor eine Entscheidung getroffen wurde.
Die kopernikanische Periode der lunaren Zeitskala wurde nach diesem Krater benannt.

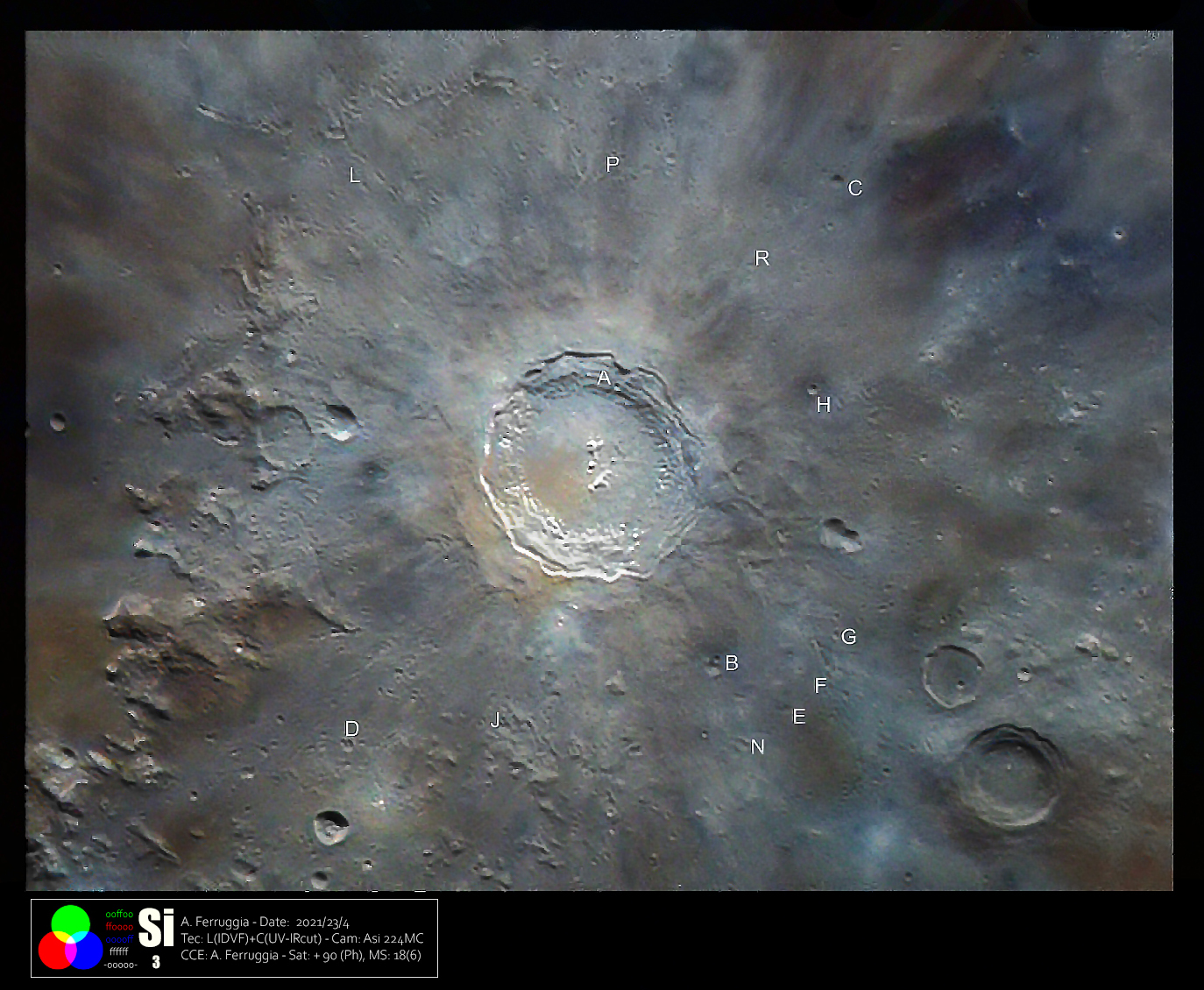
Nebenkrater

| Buchstabe | Position           | Durchmesser | Link |
| --------- | ------------------ | ----------- | ---- |
| A         | 9,51° N, 18,92° W  | 3 km        |      |
| B         | 7,47° N, 22,41° W  | 8 km        |      |
| C         | 7,11° N, 15,47° W  | 6 km        |      |
| D         | 12,18° N, 24,82° W | 5 km        |      |
| E         | 6,39° N, 22,73° W  | 4 km        |      |
| F         | 5,88° N, 22,26° W  | 3 km        |      |
| G         | 5,91° N, 21,55° W  | 4 km        |      |
| H         | 6,88° N, 18,32° W  | 4 km        |      |
| J         | 10,1° N, 23,97° W  | 6 km        |      |
| L         | 13,47° N, 17,1° W  | 4 km        |      |
| N         | 6,89° N, 23,35° W  | 6 km        |      |
| P         | 10,07° N, 16,07° W | 4 km        |      |
| R         | 8,04° N, 16,87° W  | 4 km        |      |